# 深汕高速公路

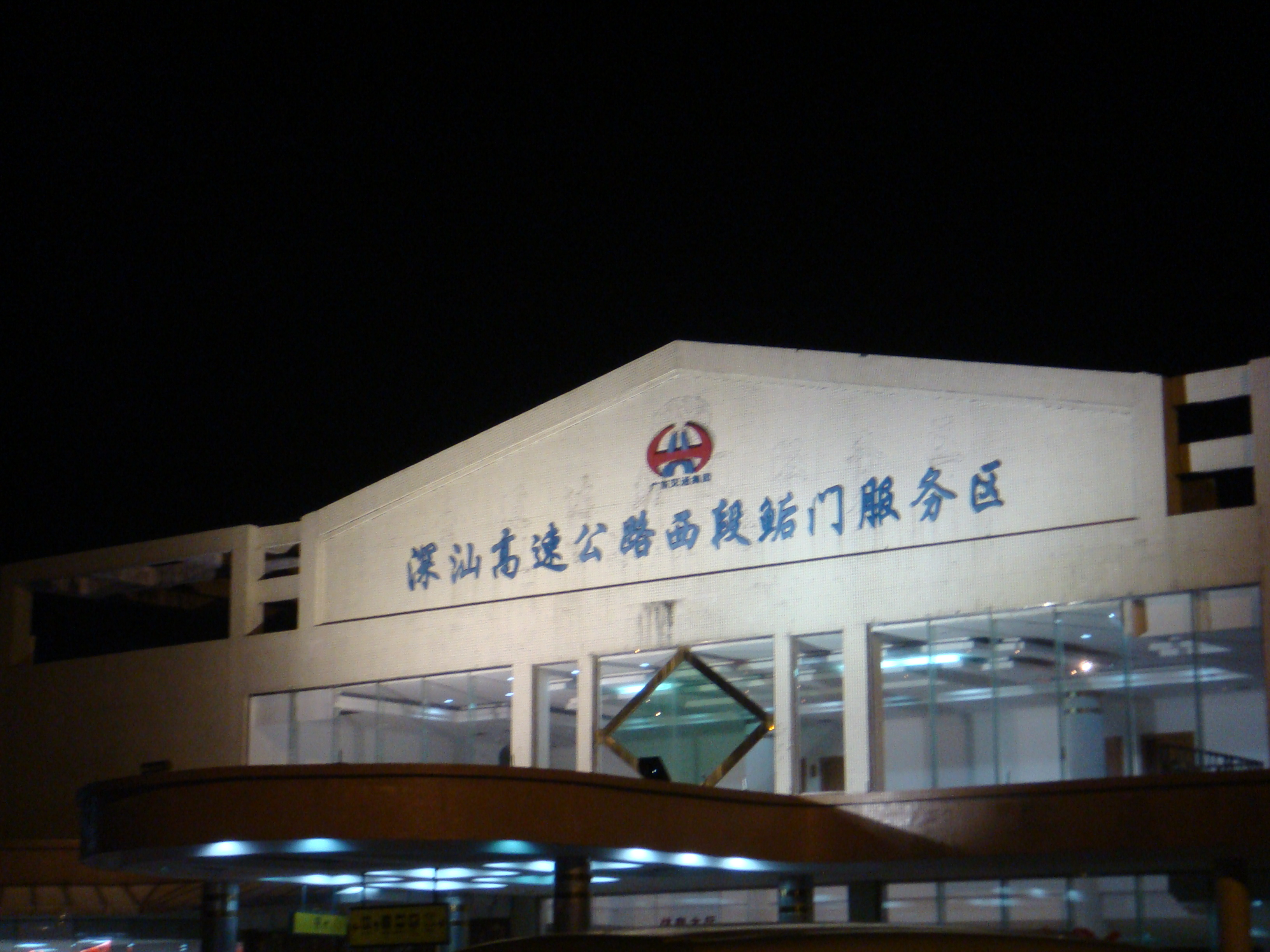
鲘门服务区

深汕高速公路是由中国广东省深圳市通往中国广东省汕头市的高速公路，于1996年11月8日通车，起于深圳市龙岗区金钱坳，接惠盐高速公路，终于汕头市海湾大桥接汕汾高速公路，中国国家高速公路网编号为G15沈海高速公路的一部份。
全线分为东、西两段，西段由深圳市龙岗区至汕尾市陆丰市，全长146公里，东段由汕尾市陆丰市至汕头市达濠，全长140公里 ，限速为100公里每小时，双向四线行车并有紧急停靠，沿线设有多座出入口，分别为坪山、淡水、沙田、凌坑、白云、白云仔、鲘门、长沙湾、埔边、霞湖、内湖、东港、隆江、惠来、仙庵、田心和平、海门、河浦、达濠及澳头。

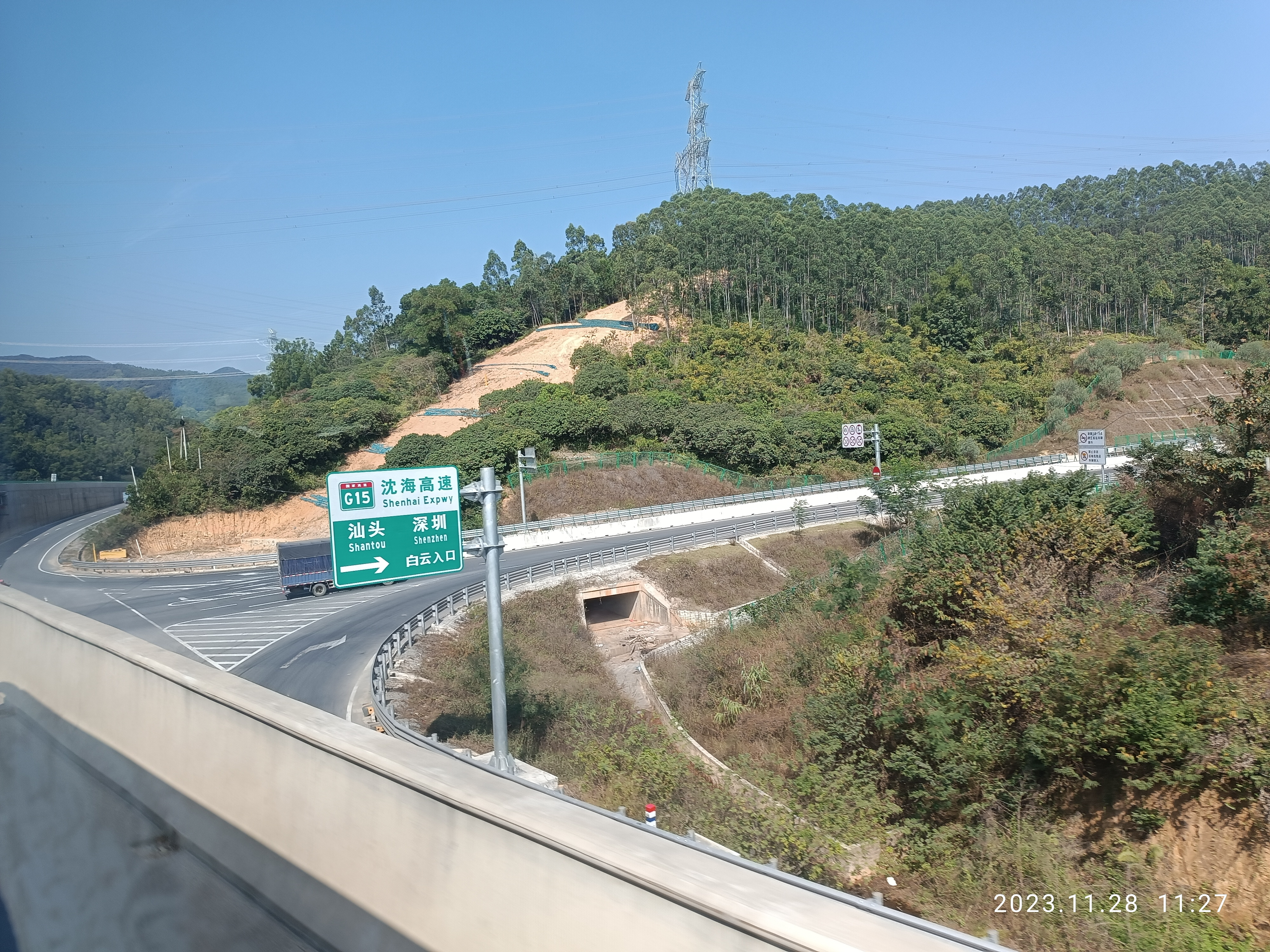
惠东白云出口附近路段

## 塞车
每年农历新年、清明期间，由于驾车回乡的人士大增，深汕高速公路的使用量随即激增。
2008年清明节首次成为中国法定假日，连上随后的周末共休假3日，导致返乡人数较过往几年的清明大增。 4月3日下午清明前夕未到下班时间，车流量便开始上升。 至下午6时左右，深圳荷坳收费站（机荷高速）已被车辆挤得水泄不通。 交通事故频发，导致由深圳至汕尾行车时间拖长至5小时以上，车辆在路上只能走走停停，平均车速不足每小时60公里，更有甚时需将车辆熄火等候。 服务区更是挤满了停车休息、为车辆加油的人。
清明人潮导致深汕高速公路不胜负荷，单向上2条行车线不能应付需求，以至紧急停车带也被驾车人士当作行车线使用。 许多回乡人士建议应该扩阔高速公路的路面，撤销无必要的收费站；但也有人认为，深汕高速公路只是在特定时候超负荷，平日使用量正常，因此无必要改变现状。

## 未来发展
自1996年通车以来，深汕西高速交通量增长迅速，现交通量渐趋饱和，节假日期间尤为突出。为提升深汕西高速公路通行能力，缓解交通压力，广东省发改委同意对深汕西高速公路进行改扩建。
深汕西高速公路改扩建项目全长约146.6公里，路线起于陆丰市潭西镇，顺接深汕东高速公路，沿现有高速公路走向，经汕尾市、深汕特别合作区、惠州市，终于深圳市龙岗区，顺接惠盐高速公路深圳段。全线按双向8车道标准改扩建，设计时速120公里（部分路段100公里/小时），路基宽度为41米。其中将增设惠阳西互通立交出入口，已于2019年底开工，2024年9月12日主体完工。
项目建成后，工程规模将包括特大桥8座，大桥29座，中桥66座，小桥102座，涵洞529道，隧道7座，互通立交20处，分离式立交45座。另外，还将改建2处服务区，新建2处服务区，新建停车区1处。
在广东省高速公路网规划（2013—2030）“十纵五横两环”主骨架中，该项目是“第五横”线饶平至徐闻高速的重要组成部分，是广东省东西向的重要通道，是联系珠三角核心区与粤东的交通大动脉。改扩建项目建成后，将实现粤东主要交通通道扩容，有效缓解交通压力、改善行车条件，进一步完善国家与省高速公路网络布局，推动粤东地区、深圳市北部及惠州环大亚湾新区的经济发展。

## 全线大修
由2008年9月开始，深汕高速公路西段将投资12.8亿进行全线大修。届时将采取半幅双向通行的方式，对行车会产生一定影响。
深汕高速公路西段的本次大修主要是路面的重新铺设，80多公里的路段将铺设舒适度更高的沥青路面，全线的安全标志、标线也将重新更换，相当于重新修建。大修完成后整条路的舒适度将大大提高。

## 互通枢纽及服务设施
| 地区                                                                                         | 里程   | 类型                              | 名称         | 连接                      | 说明       |
| -------------------------------------------------------------------------------------------- | ------ | --------------------------------- | ------------ | ------------------------- | ---------- |
| 汕头市 濠江区                                                                                | 0 km   | (2565)                            | 澳头         | 汕头海湾大桥 南滨路       |            |
| 汕头市 濠江区                                                                                | 5 km   | (2569)                            | 达濠         | 磊广大道                  |            |
| 汕头市 濠江区                                                                                |        | 枢纽                              | 滨海         | 汕湛高速公路汕揭段        |            |
| 汕头市 濠江区                                                                                | 11 km  | (2575)                            | 河浦         | 河浦大道                  |            |
| 汕头市 潮阳区                                                                                | 17 km  | (2581)                            | 海门         | 234省道 337省道           |            |
| 汕头市 潮南区                                                                                |        | 枢纽                              | 牛路         | 潮汕环线高速公路          |            |
| 汕头市 潮南区                                                                                | 33 km  | (2598)                            | 田心         | 和惠公路                  |            |
| 揭阳市 惠来县                                                                                | 38 km  | (2603)                            | 仙庵         | 和惠公路                  |            |
| 揭阳市 惠来县                                                                                |        | 枢纽                              | 美园         | 揭惠高速公路              |            |
| 揭阳市 惠来县                                                                                | 64 km  | (2629)                            | 惠来         | 葵和大道                  |            |
| 揭阳市 惠来县                                                                                |        | 停车场 · 加油设施 · 修车站 · 餐厅 | 惠来服务区   | 惠来服务区                |            |
| 揭阳市 惠来县                                                                                | 79 km  | (2644)                            | 隆江         | 337省道                   |            |
| 揭阳市 惠来县                                                                                | 98 km  | (2663)                            | 东港         | 潮惠高速公路 东新大街     |            |
| 汕尾市 陆丰市                                                                                | 111 km | (2677)                            | 内湖         | 139县道                   | 東行服务区 |
| 汕尾市 陆丰市                                                                                |        | 停车场 · 加油设施 · 修车站 · 餐厅 | 陆丰服务区   | 陆丰服务区                |            |
| 汕尾市 陆丰市                                                                                | 130 km | (2696)                            | 霞湖         | 陆河公路                  |            |
| 汕尾市 陆丰市                                                                                | km     | 出入口                            | 潭西         | 广汕公路                  |            |
| 汕尾市 陆丰市                                                                                |        | 枢纽                              | 西湖         | 梅汕高速公路              |            |
| 汕尾市 城区                                                                                  | 166 km | (2732)                            | 埔边         | 242省道                   |            |
| 汕尾市 城区                                                                                  | 174 km | (2740)                            | 长沙湾       | 长沙湾道                  |            |
| 深圳市 深汕特别合作区                                                                        | 189 km | (2756)                            | 鲘门         | 广汕公路                  |            |
| 深圳市 深汕特别合作区                                                                        |        | 停车场 · 加油设施 · 修车站 · 餐厅 | 鲘门服务区   | 鲘门服务区                |            |
| 深圳市 深汕特别合作区                                                                        |        | 停车场 · 加油设施 · 修车站 · 餐厅 | 白云仔服务区 | 白云仔服务区              |            |
| 惠州市 惠东县                                                                                | 210 km | (2777)                            | 白云仔 鵝埠  | 广汕公路                  |            |
| 惠州市 惠东县                                                                                | 227 km | (2794)                            | 新村         | 惠深沿海高速公路          |            |
| 惠州市 惠东县                                                                                | 230 km | (2797)                            | 白云 惠东    | 广汕公路                  |            |
| 惠州市 惠东县                                                                                |        | (2807)                            | 湖东停车区   | 湖东停车区                |            |
| 惠州市 惠东县                                                                                | 240 km | (2808)                            | 凌坑         | 广惠高速公路              |            |
| 惠州市 惠阳区                                                                                | 252 km | (2820)                            | 沙田         | 356省道                   |            |
| 惠州市 惠阳区                                                                                |        | 停车场 · 加油设施 · 修车站 · 餐厅 | 沙田服务区   | 沙田服务区                |            |
| 惠州市 惠阳区                                                                                |        | (2827)                            | 淡水东       | 惠大高速公路 356省道      |            |
| 惠州市 惠阳区                                                                                | 264 km | (2833)                            | 淡水         | 人民四路                  |            |
| 深圳市 龙岗区                                                                                | 277 km | (2845)                            | 坑梓         | 丹梓大道                  |            |
| 深圳市 龙岗区                                                                                |        | 停车场 · 加油设施 · 修车站 · 餐厅 | 龙岗服务区   | 龙岗服务区                |            |
| 深圳市 龙岗区                                                                                |        | (2850)                            | 金钱坳       | 惠盐高速公路 东部过境高速 |            |
| 1.000 英里 = 1.609 千米；1.000 千米 = 0.621 英里 并行路段 • 已关闭／取消 • 限制进入 • 未开放 |        |                                   |              |                           |            |